# Dick York
Richard Allen York, mais conhecido como Dick York (Fort Wayne, 4 de setembro de 1928 — Grand Rapids, 20 de fevereiro de 1992) foi um ator nascido nos Estados Unidos, célebre por sua participação no seriado A Feiticeira, como Darrin Stephens, marido da personagem Samantha, interpretada por Elizabeth Montgomery. 
No Brasil, o nome do personagem na dublagem foi trocado por James Stephens, pois soava melhor a pronúncia do que Darrin.

## Biografia
Em 1943, aos 15 anos, ele se tornou a estrela do programa de rádio da rede, "That Boy Brewster.", conseguindo desta forma uma rápida colocação no ramo artístico.
Começou a participar de filmes a partir de 1947, sendo que seus papéis eram poucos e distantes entre si.
Para continuar a desenvolver suas habilidades e ganhar dinheiro, ele pegou uma série de pequenos papéis em programas de televisão cedo, começando com "Visita a um Planeta Pequeno" sobre a Goodyear Television Playhouse em Maio 1955.
Ao longo dos vários anos seguintes, ele continuou com pequenas atuações e papéis de ator coadjuvante em séries de TV como a Kraft Television Theatre, The Philco Television Playhouse, Studio One, a United States Steel Hour, e Alfred Hitchcock Presents, o tempo todo fazendo inúmeros outros papéis em filmes menos memoráveis, esperando um grande papel, o que nunca veio.
Dick York sofreu um acidente durante as filmagens de Heróis de Barro em 1959, e a partir daí passou a sentir fortes dores na coluna. Para amenizar as dores, ele viciou-se em calmantes e tranquilizantes, que escondia em vários locais do camarim. Com o agravamento do problema, York começou a faltar nas gravações e vários episódios foram reescritos, sem seu personagem. No final da 4ª temporada, ele começou a faltar e na 5ª, era evidente a sua ausência. Ele temia ser substituído. A desculpa dada no desenrolar da trama era a de que ele estava viajando a negócios. Com muitas ausências, os produtores decidiram que o ator titular deveria ser substituído imediatamente. O seu último trabalho na série foi Os Magos das Olimpíadas no encerramento da 5ª temporada. Como num passe de mágica, a partir da 6ª temporada, o ator Dick Sargent assumiu seu personagem até o fim da série.
Anteriormente, Dick York participou de outras séries de TV, como Cidade Nua e Além da Imaginação. 
Dick York faleceu em 20 de fevereiro de 1992, aos 63 anos, de enfisema pulmonar. Ele foi fumante até o fim de sua vida. Dick York foi sepultado em Plainfield Cemetery, Condado de Kent, Michigan no Estados Unidos.
Era casado com Joan Alt desde 1951. O casal teve 5 filhos, sendo 3 meninas e 2 meninos.

## Curiosidades
- O ator escolhido para ser James Stephens da série deveria ser Dick Sargent, mas como Sargent estava envolvido em outro projeto, os produtores tiveram que fazer uma maratona de testes onde o vencedor foi Dick York.

- O ator também ficou conhecido por realizar vários atos sociais mesmo debilitado pela doença.

## Filmografia
| Ano     | Título                   | Papel                              | Notas                                                      |
| ------- | ------------------------ | ---------------------------------- | ---------------------------------------------------------- |
| 1984    | Hig School U.S.A         | McCarthy                           |                                                            |
| 1984    | Fantasy Island           | Mr. Sutton                         |                                                            |
| 1983    | Simon & Simon            | Martin Donlevy                     |                                                            |
| 1965    | The Flintstones          | Darrin Stephens (voz)              | epis: Samantha                                             |
| 1964-69 | Bewitched                | Darrin Stephens                    | 1-5 temporada                                              |
| 1963    | Route 66                 |                                    |                                                            |
| 1961    | Cidade Nua               | Charles Colano                     | epis: Bullets Cost Too Much                                |
| 1960-61 | Além da Imaginação       | Hector B. Poole / Capt. Phil Riker | epis: A Penny for Your Thoughts epis: The Purple Testament |
| 1960    | O Vento Será Tua Herança | Betram T. Cates                    |                                                            |
| 1960    | The Untouchables         | Ernie Torrance                     | epis: The White Slavers                                    |
| 1958-60 | The Millionaire          | Ken Leigthon                       |                                                            |
| 1958    | Father Knows Best        | Tom Wentworth                      | epis: Betty, the Pioneer Woman                             |
| 1958    | Clímax                   | Gordon Bates                       |                                                            |
| 1963    | The Virginian            | Jeff Tolliver                      |                                                            |
| 1958    | Cowboy                   | Charlie                            |                                                            |
| 1957    | Operation Mad Ball       | Cpl. Bohun                         |                                                            |
| 1955    | Three Strips in the Sun  | Neeby                              |                                                            |
| 1955    | My Sister Eeilem         | Ted Wreck Loomis                   |                                                            |
| 1954    | O Mundo em Perigo        | Policial                           |                                                            |

## ligações externas
- Dick York. no IMDb.